# 안영기 (1936년)
안영기(安榮基, 1936년 5월 5일~2023년 6월 9일)는 대한민국의 한의사, 정치인이다. 제13대 국회의원을 지냈다. 충청북도 단양군 적성면에서 초등학교(당시 보통학교) 교사로 재직중이던 안중호와 장경패의 사이에서 장남으로 출생하였다. 출생 직후 아버지가 충북 제천군 백운면의 백운초등학교 교사로 발령받음에 따라 유년기를 제천군 백운면에서 보내게 되었다. 이러한 경험은 후일 충북 제천시와 단양군을 기점으로 정치활동을 하게 되는 기반이 된다.

## 학력
- 매포국민학교 (입학)
- 적성국민학교 (졸업)
- 단양중학교 (졸업)
- 국립철도고등학교 (토목과 / 졸업)
- 경희대학교 한의과대학 (학사)
- 고려대학교 정책과학대학원
- 서울대학교 행정대학원

## 역대 선거 결과
|  | 15.27% |

|  | 52.41% |

|  | 43.37% |

|  | 31.12% |